# Potrerillos (Chile)
Potrerillos es una antigua localidad minera en la cuenca del río Salado de Chañaral, en la región de Atacama de Chile, se ubica en la Precordillera de Los Andes a unos 2800 metros sobre el nivel del mar. Dejó de tener habitantes en el año 2000 cuando la totalidad de su población se trasladó a Copiapó, Diego de Almagro y La Serena a causa de la contaminación ambiental.
Potrerillos era una ciudad muy ligada a la minería. La fundición de cobre y la mina aseguraron el trabajo de muchas personas. En 1918-1922 se habilitó el campamento propio de la Mina de cobre. En 1928 llegó el ferrocarril desde Chañaral y Copiapó. 
Con el cierre de la mina y la instalación de El Salvador (ciudad y mina) en 1959, Potrerillos perdió su predominancia en ese sector de la región.

## Historia
El campamento Minero data de la década de 1920 siendo inicialmente explotada por la empresa norteamericana Andes Copper Minning Company.
Potrerillos era una importante ciudad que llegó a tener hospital, incubadora (que en esos años era un lujo), club social, escuela básica (D4) y liceo, pulpería, cine, centro comercial entre otros, de hecho, la iglesia del campamento fue declarada monumento nacional.
El hospital brindaba atención a toda la comunidad sin exclusiones, el único requisito era ser trabajador de Codelco Chile División El Salvador.
Actualmente Potrerillos, sin tener la suerte de restauración como sucede en otros campamentos mineros tales como Sewell y el casco histórico de Chuquicamata, se encuentra a la deriva y al abandono. Esta situación hace recordar a lo que sucede con las antiguas salitreras del Norte Grande de Chile que se encuentran a merced del olvido, la propia sequedad del desierto y a la destrucción y saqueo.

### Los orígenes y primeros inicios

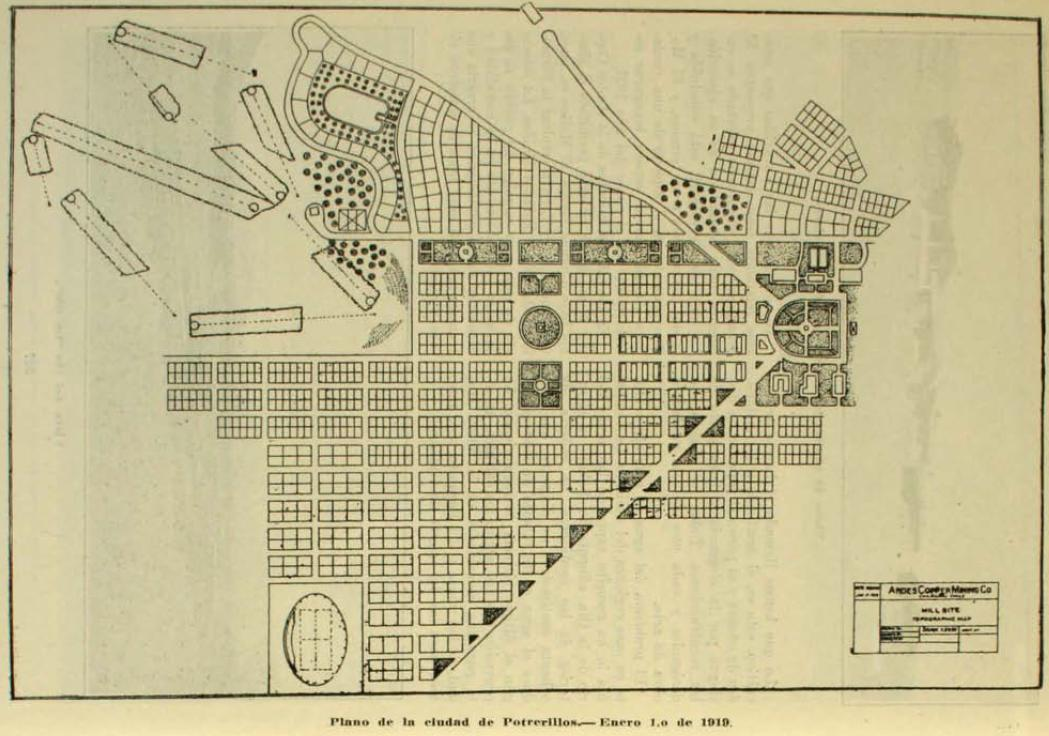
Plano de Potrerillos, 1919

Hablar del campamento minero de Potrerillos, es hablar de innumerables sucesos que de alguna forma, cambiaron la mirada de la actividad minera a principios del siglo XX en la tercera región de Chile.
Ubicado a 7 kilómetros al este del campamento, el mineral de Potrerillos registró las primeras actividades mineras a fines del siglo XIX. Con capitales privados provenientes de empresarios Santiaguinos, el mineral era conocido como Compañía Minera de Potrerillos. El método de explotación en aquel entonces era de forma artesanal, mediante pirquenes. Luego de eso, el material era transportado mediante carretas o a lomo de mula al poblado más cercano y de importancia en esos tiempos; Pueblo Hundido, actualmente Diego de Almagro.
La lejanía del mineral así como también, la crudeza del desierto y la cordillera, hizo casi desconocido aquel lugar.
En los primeros años del siglo XX, el mineral de Potrerillos caía en una grave situación económica puesto que ya se habían acabado los capitales proporcionados por los accionistas y acumulando una gran deuda con diferentes bancos. Esta difícil situación, hizo casi imposible la continuidad de la actividad minera en ese lugar, ni que hablar de una posible construcción de carreteras o de nuevas instalaciones y un virtual abandono.
Un aspecto casi desconocido por muchas personas es que, la misma persona que estableció y modernizó la actividad minera de la sexta región de Chile, concretamente en el mineral de El Teniente, se interesó por Potrerillos. Mediante informaciones de colegas o amigos y también de la cercanía al mundo financiero y empresarial en Santiago, el señor William Braden, luego de desvincularse con la mina El Teniente, compró todas las pertenencias de la Compañía Minera de Potrerillos el 7 de abril de 1913 en Santiago. Luego, el 16 del mismo mes y año, las inscribió en el Conservador de Minas de Chañaral.
En este punto, es donde se produce el primer suceso de importancia para Potrerillos y la tercera región de Chile. Todo indicaba que Potrerillos correría la misma suerte que El Teniente en lo que respecta a una gran actividad minera-industrial moderna para la región, generando nuevas oportunidades de inversión, economía y de trabajo, todo esto de la mano de William Braden.

## Población
Durante décadas, sólo se podía llegar a Potrerillos mediante el tren. Los caminos públicos para automóviles sólo se abrieron a fines de los años cincuenta, cuando la fundición empezó a abastecerse del cobre extraído en la mina El Salvador. 
Más tarde, los estadounidenses dejaron el país y la empresa pasó a manos del Estado. Hasta 1998, los empleados de Codelco continuaban recibiendo regalías que no encontrarán en ninguna otra parte. El agua, la luz y la vivienda seguían siendo gratis, incluso las reparaciones domésticas, como el cambio de una ventana rota o se pintaba la casa completa cada año. 
Para los trabajadores independientes y sus familias el trato era diferente, pero igualmente beneficioso. Durante ocho décadas esta fundición dio vida a un campamento minero habitado por los empleados de la empresa y sus familiares. Las personas que residían aquí no eran dueñas del lugar donde vivían, sino que Codelco es el propietario de todo el terreno.
En su mayor apogeo Potrerillos llegó a contar con 7000 habitantes que habitaban distintos conjuntos de viviendas, dependiendo del rango del trabajador: Americano (en que vivían funcionarios estadounidenses y chilenos que ocupaban altos puestos), Central, Norte bajo o Pueblo Hundido y Norte Alto, Chileno, Dublé y Lata.
Las casas eran construidas con lata, cemento y bloques respectivamente.

## Ferrocarril Potrerillos

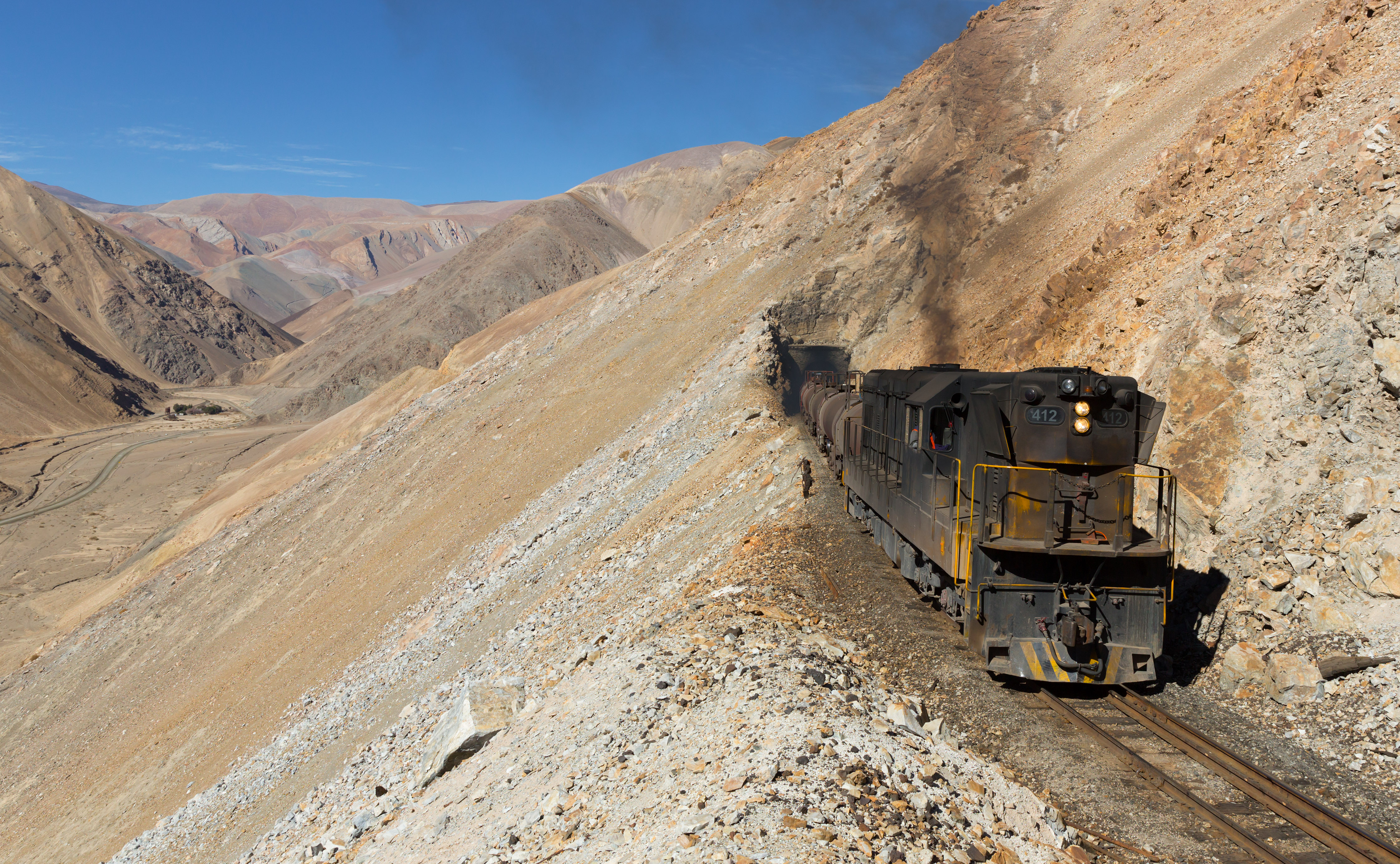
Tren Ferronor de Montandón (visible en el fondo) a Potrerillos

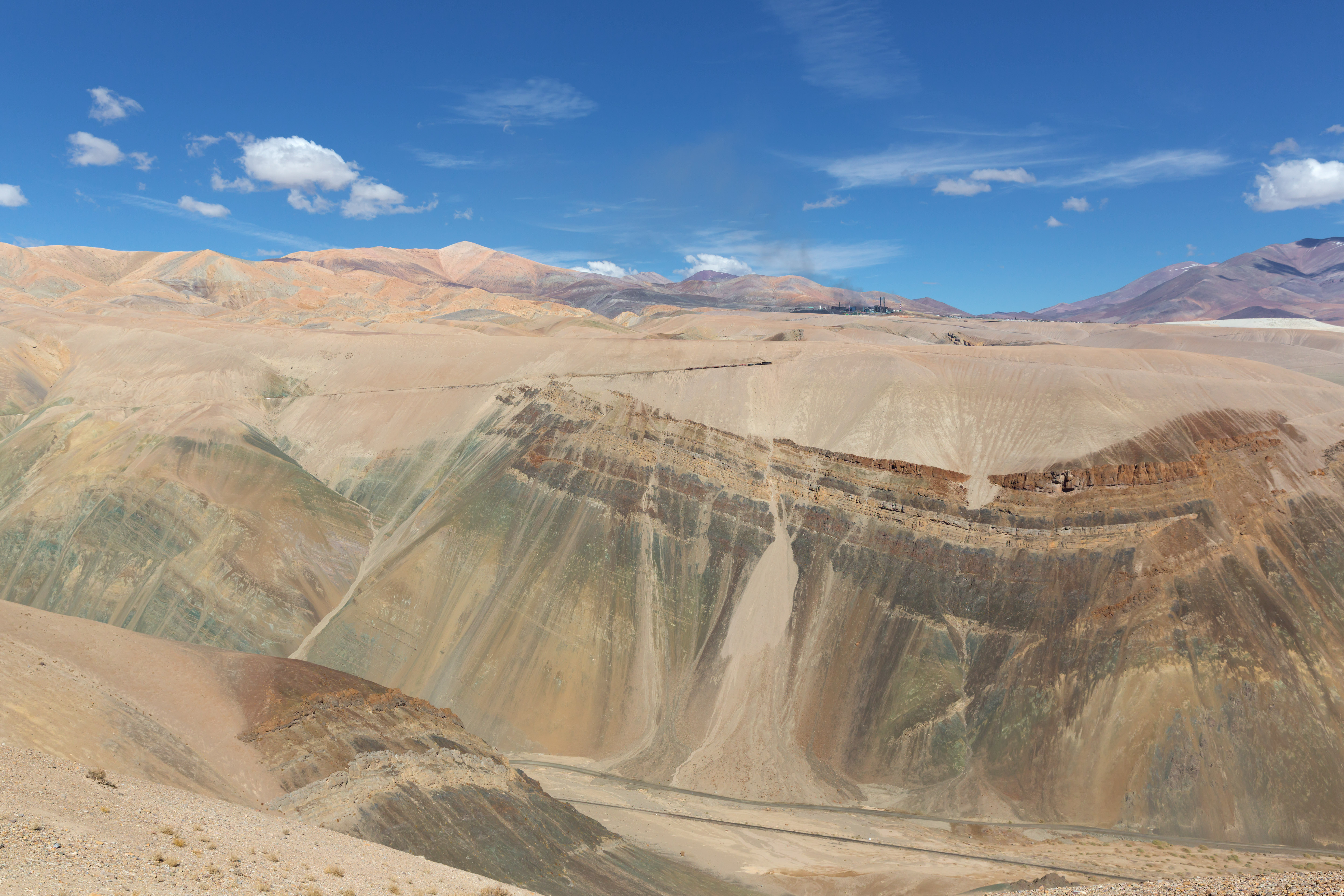
Tren en las montañas justo antes de la planta de Potrerillos

La Línea de Ferrocarril entre Diego de Almagro - Llanta - Montadon - Potrerillos fue construida en 1928. En general sirvió para el transporte de cobre de la fundición y de la Mina (antigua) de Potrerillos.

### Característica de la línea férrea
Longitud: 90 km (Diego - Potrerillos); 8 km desde Potrerillos a la Mina
- Total longitud: 155 km (Barquito - Mina Potrerillos)
- Trocha original: 1000 mm
- Ingenieros a cargo del Proyecto: George Edgard Montandon y Hermógenes Pizarro

Montandon murió en un accidente cerca el lugar "Montandon".

### Subida Montandon - Potrerillos
El sector más espectacular es la subida entre la estación Montandón y Potrerillos. Montandón tiene una altura de 2350 m s. n. m. y Potrerillos 2850 m s. n. m. La línea de ferrocarril tiene la particularidad de tener curvas muy cerradas, túneles y siempre pegada a la pendiente.